# Мелита (футбольный клуб)
«Мелита» — мальтийский футбольный клуб из города Сент-Джулианс. В сезоне 2012/13 выступает в мальтийской Премьер-лиге, сильнейшем дивизионе страны. Клуб основан в 1933 году, домашние матчи проводит на стадионе «Джанни Бенчини», вмещающем 500 зрителей. До сезона 2012/13 в Премьер-лиге провёл 8 сезонов, дебютным из которых был сезон 1938/39, в этом же сезоне клуб добился своего наивысшего результата в чемпионатах Мальты, заняв 2-е место. В том же сезоне «Мелита» завоевала Кубок Мальты, а на следующий год добралась до финала турнира.

## Достижения
- Чемпионат Мальты:
  - Вице-чемпион (1): 1939.
- Кубок Мальты:
  - Обладатель (1): 1939.
  - Финалист (1): 1940.

## Известные игроки
- Майкл Галеа
- Давид Клуэтт
- Виктор Скерри
- Эдвард Эррера

## Известные тренеры
- Мартин Грегори